# Paltyszki
Paltyszki (lit. Paltiškė) – dawna wieś na Litwie, w okręgu uciańskim, w rejonie ignalińskim, w starostwie Dukszty.

## Historia
W czasach zaborów wieś leżała w granicach Imperium Rosyjskiego.
W dwudziestoleciu międzywojennym wieś leżała w Polsce, w województwie nowogródzkim (od 1926 w województwie wileńskim), w powiecie brasławskim (od 1926 w powiecie święciańskim), w gminie Dukszty.
Według Powszechnego Spisu Ludności z 1921 roku zamieszkiwało tu 41 osób, wszystkie były wyznania rzymskokatolickiego. Jednocześnie 36 mieszkańców zadeklarowało litewską przynależność narodową, a 5 polską. Było tu 8 budynków mieszkalnych. W 1931 zamieszkiwały tu 53 osoby w 7 budynkach.
Miejscowość należała do parafii rzymskokatolickiej w Duksztach. Podlegała pod Sąd Grodzki w Święcianach i Okręgowy w Wilnie; właściwy urząd pocztowy mieścił się w m. Duksztach.
W latach 70 XX wieku wieś w wyniku melioracji terenów została wysiedlona.